# Alexij (Pantělejev)
Alexij (světským jménem: Alexandr Apollosovič Pantělejev; 27. října 1874, Novodvorskaja – 11. září 1948, Omsk) byl ruský duchovní Ruské pravoslavné církve a arcibiskup omský a ťumeňský.

## Život
Narodil se 27. října 1874 ve vesnici Novodvorskaja Vologdské gubernie.
Navštěvoval Archangelský duchovní seminář a poté Petrohradskou duchovní akademii.
Dne 29. listopadu 1896 se stal učitelem na Usťugském eparchiálním ženském učilišti, kde učil geografii a církevní zpěv. Poté pokračoval jako učitel na Velikousťugském duchovním učilišti.
Dne 22. října 1901 byl rukopoložen na diákona a poté na jereje. Sloužil ve vologdské eparchii.
Roku 1909 byl přijat do kléru aleutské a severoamerické eparchie. Stal se knězem v Unalasce. Roku 1912 byl převeden do Pittsburghu.
Roku 1916 byl povýšen na protojereje.
Dne 6. února 1927 byl rukopoložen na biskupa sanfranciského a vikáře severoamerické eparchie.
Roku 1931 se stal biskupem chicagským a v listopadu 1932 biskupem pittsburským. Roku 1933 byl penzionován.
Od listopadu 1934 působil jako biskup aleutský a aljašský. Roku 1941 byl penzionován.
Roku 1942 se stal asistentem rektora Pravoslavného teologického semináře svatého Tichona a následně jeho rektorem.
Dne 29. října 1945 byl Synodem Ruské pravoslavné církve v zahraničí povýšen na arcibiskupa.
Roku 1946 byl přijat do jurisdikce Moskevského patriarchátu. V říjnu stejného roku se vrátil do Ruska.
Dne 28. listopadu 1946 byl ustanoven arcibiskupem omským a tarským. Po připojení Ťumeňské oblasti k eparchii dne 13. května 1947 mu byl změněn titul na omský a ťumeňský.
Zemřel 11. září 1948 v Omsku. Pohřben byl 15. září arcibiskupem Varfolomejem (Gorodcevem).